# Ferdinand von Bubna und Littitz
Le comte Ferdinand Graf von Bubna und Littitz, également connu sous le nom de Ferdinand de Bubna, est un général autrichien originaire d'une famille de la noblesse bohémienne, né le 26 novembre 1768 à Zámrsk en royaume de Bohême et mort le 5 juin 1825 à Milan.

## Biographie
Il fut aide de camp de l'archiduc Charles, remplit diverses missions de 1812 et 1813 auprès de Napoléon Ier et commanda en 1813 le corps d'armée qui pénétra en France par Genève, ville qu'il libéra à cette occasion de l'occupation napoléonienne qui durait depuis 1798. Il perdit la bataille de Saint-Julien. En 1815, il commanda un autre corps d'armée en Savoie et fut repoussé par le maréchal Suchet. Il fut nommé en 1821 gouverneur de la Lombardie.

## Dans la culture populaire
À l'occasion du bicentenaire de la libération de Genève par les troupes de von Bubna, l'acteur suisse Jean-Luc Bideau interpréta une pièce de théâtre consacrée aux événements de cette période.
Toujours à l'occasion des fêtes du bicentenaire, le grand spectacle officiel donné au Port-Noir de Genève dès le 30 mai 2014 au soir comporte comme personnage célèbre ce général commandant une armée d'Autriche.